# Gryting de Orkdal
Gryting segundo a saga Heimskringla foi um rei víquingue do Orkdalen durante o governo de Haroldo I da Noruega. Foi o primeiro caudilho em Trøndelag que enfrentou as ambições expansionistas do rei Haroldo e suas incursões devastadoras aos reinos do sul. Na batalha de Orkdal, a forças de Gryting foram derrotadas e o mesmo caudilho foi preso. Depois da rendição, Gryting jurou lealdade à coroa.